# Тевтонский орден
Тевто́нский орден (лат. Ordo Teutonicus; Германский орден, Немецкий орден, нем. Deutscher Orden; официально Орден братьев Немецкого дома Святой Марии в Иерусалиме, лат. Ordo fratrum domus Sanctae Mariae Theutonicorum Hierosolymitanorum, нем. Orden der Brüder vom Deutschen Haus der Heiligen Maria in Jerusalem) — католический духовно-рыцарский военный орден, основанный германскими крестоносцами в конце XII века.
Девиз ордена — «Помогать — исцелять — защищать» (Helfen — Heilen — Wehren; Adiuvare — Sanare — Defendere).

## Название ордена
Варианты наименования ордена на латинском языке:
- Fratrum Teutonicorum ecclesiae S. Mariae Hierosolymitani
- Fratrum Theutonicorum ecclesiae S. Mariae Hiersolymitanae
- Ordo domus Sanctae Mariae Teutonicorum in Jerusalem
- Ordo fratrum domus Sanctae Mariae Theutonicorum Hierosolymitanorum
- Ordo fratrum domus hospitalis Sanctae Mariae Teutonicorum Ierosolimitanorum
- Ordo domus Sanctae Mariae Theutonicorum Hierosolymitanorum
- Ordo Sanctae Mariae Teutonicorum
- Ordo Theutonicorum
- Ordo Theutonicus

В немецком языке также употреблялись разные варианты:
- Brüder und Schwestern vom Deutschen Haus Sankt Mariens in Jerusalem
- Der Deutscher Orden
- Orden der Brüder vom Deutschen Haus der Heiligen Maria in Jerusalem
- Orden der Brüder vom Deutschen Hospital Haus der Sankt Mariens in Jerusalem
- Orden der Brüder des Deutschen Hauses der Heiligen Maria in Jerusalem
- Haus des Hospitals Sankt Marien der Deutschen zu Jerusalem
- Deutscher Herrenorden
- Deutschherrenorden
- Deutscher Ritterorden
- Deutschritterorden
- Deutschorden
- Marienritter
- Die Herren im weißen Mantel

В русской историографии орден получил имя «тевтонский» (от teutonicus — «германский»), «прусский» или «германский».

## История ордена

### Предыстория ордена
Немецкоязычные крестоносцы основали в 1119 году приют в Иерусалиме и построили церковь Святой Марии. В 1143 году по приказу папы Целестина II, Орден госпитальеров (иоаннитов) взял на себя управление госпиталем, настоятелями и религиозными братьями которого после этого могли быть только немцы.
После падения Иерусалима в 1187 году, и во время событий осады Акко (1189–1191), несколько купцов из Любека и Бремена в 1190 году основали полевой госпиталь, который стал ядром нового ордена. 23 февраля 1192 году папа Целестин III официально утвердил новый орден и установил в нем религиозные правила августинцев. В 1198 году, по примеру рыцарей-тамплиеров, мирянский орден постепенно был преобразован в военный орден под командованием «магистра больницы» (Magister hospitalis или Der Meister des Lazaretes) и получил от папы римского приказ захватить Иерусалим и защитить Святую Землю от сарацин. Во время правления Великого магистра Германа фон Зальца (1209–1239) окончательно трансформировался в военный орден.

### Основание Тевтонского ордена
История Тевтонского ордена началась в Палестине во время Третьего крестового похода в 1190 году, когда немецкие паломники под руководством капеллана Конрада и каноника Вурхарда учредили близ сирийской крепости Акры госпиталь для больных и раненных соотечественников.
По другой версии, госпиталь основан немецкими купцами из Любека и Бремена, которые по примеру других военно-религиозных орденов, возникших во время Первого крестового похода, устроили на свои средства братство, имевшее цель оказывать помощь бедным и больным немцам. Герцог Фридрих Швабский принял это братство под своё покровительство и ходатайствовал в его пользу папскую грамоту. Это братство впоследствии получило военный характер и стало известно под именем Тевтонского ордена.
Первое время это госпитальное братство входило в структуру Ордена госпитальеров, а его руководитель был «магистром больницы» (Der Meister des Lazaretes). Однако немцы с самого начала предпочитали держаться особняком от других национальностей, и вскоре они добились патронаж церкви Святой Марии в Иерусалиме.
6 февраля 1191 года папа Климент III своей папской буллой учредил «Германское братство Святой Марии в Иерусалиме» (Fratrum Theutonicorum ecclesiae S. Mariae Hiersolymitanae), которое 5 марта 1198 года за успехи немецких крестоносцев было преобразовано из госпиталя в духовно-рыцарский орден во главе с капелланом Конрадом. На церемонии реорганизации в храме Акры присутствовали магистры госпитальеров и тамплиеров, а также светские и духовные лица Иерусалима. 19 февраля 1199 года папа Иннокентий III своей буллой пожаловал обществу автономию с собственным уставом.
Так возник немецкий монашеский рыцарский «орден дома Святой Марии Тевтонской в Иерусалиме» (Ordo domus Sanctae Mariae hurma in Jerusalem), задачами которого были заявлены: защита немецких рыцарей, лечение больных, борьба с врагами Католической церкви. Орден был подвластен папе римскому и императору Священной Римской империи.

### Орден в Восточной Европе
После основания ордена в Акконе в 1190 году, граф Боппо фон Вертхайм с согласия церкви разместил орден в 1212—1220 годах в городке Эшенбах. Образованное в 1305 году комендантство Эшенбах вошло в 1305—1315 годах в комендантство Нюрнберг. Затем после многочисленных обменов, покупок и дарений орден стал единовластным владельцем Нюрнберга.

### Начало утверждения в Восточной Европе
К 1210-м годам возможности Тевтонского ордена стали востребованы многими державами, желающими под знаменем «борьбы с язычниками» расправиться со своими противниками. Большое влияние имел тогдашний глава ордена Герман фон Зальца (Herman von Salza, 1209—1239), обладавший значительными владениями и ставший заметным посредником папы римского. 
В 1211 году король Венгрии Андраш II пригласил рыцарей для помощи в борьбе с половцами. Тевтонцы разместились на юго-восточной границе Трансильвании, в Бурценланде, получив при этом значительную автономию. К 1220 году они построили 5 замков: Мариенбург, Шварценбург, Розенау, Кройцбург и Кронштадт, позднее этими именами были названы замки в Пруссии. При этом орден игнорировал права местного епископа и отказывался делиться добычей с местной знатью, которая предъявляла права на эти земли. В 1225 году папа Гонорий взял земли ордена в Трансильвании под свою защиту, в результате чего Бурценланд стал феодом Святого престола, что должно было сделать эти территории независимыми от венгерского короля. Однако военные успехи и льготы ордена привели к тому, что король в 1225 году потребовал от рыцарей покинуть его земли. Только незначительная их часть осталась в Трансильвании, влившись в состав трансильванских саксов, составлявших заметную немецкую прослойку, существовавшую вплоть до изгнания в 1945 году.

### Борьба против прусских язычников
В 1217 году папа Гонорий III объявил поход против прусских язычников, захвативших земли польского князя Конрада I Мазовецкого. Поддавшись уговорам своей жены (внучки Игоря Святославича Северского), князь попросил помощи у тевтонских рыцарей, обещав им владение городами Кульм и Добрынь, а также сохранение за ними захваченных территорий. Фридрих II санкционировал начинание золотой буллой 1226 года.
Тевтонские рыцари прибыли в Польшу в 1231 году, обосновавшись на правом берегу Вислы. Здесь была построена первая крепость, давшая рождение городу Торн. В добринской земле закрепился Добринский орден. Вступив на прусские земли, крестоносцы основали замок Бальга, в 1255 году на землях пруссов был основан замок Кёнигсберг. Это событие открыло возможность для продвижения ордена по рекам Самбии и Надровии, в результате чего были основаны замки Тапиау, Велау, Таплакен, Инстербург, Георгенбург, Тильзит, Рагнит. При продвижении на север были основаны Мариенвердер, Дурбен, Кандау, Велюн.
Стратегия рыцарей была следующей — они разбивали противостоящие им прусские племенные союзы поодиночке, при этом побеждённые использовались в качестве союзников в последующих войнах. Именно это дало возможность очень немногочисленным поначалу тевтонским рыцарям успешно одолеть во много раз превосходящие силы пруссов, и устоять во время обще-прусских восстаний 1242—1244, 1260—1262 и 1278—1280 годов, несмотря на помощь, оказываемую пруссам литовцами и князьями Гданьского Поморья.
Замки Орден возводил на месте прусских укреплений, бывших одновременно племенными центрами. С колонизацией Орденом Пруссии эти места не потеряли своё привычное для местного населения значение, став административными центрами подконтрольных территорий.
Насильственного обращения в христианство не происходило, но ввиду активного вовлечения прусской знати с их дружинами в постоянные войны на стороне Ордена с сильнейшей религиозной агитацией в орденской среде многие из упомянутых прусских воинов крестились.
В такой же степени можно сказать и о онемечивании («германизации») захваченных Орденом территорий. Ещё в XIV веке проблема переводчиков с прусского стояла весьма остро. В то же время немецкий язык был необходимым условием успеха в государстве Ордена. Появление «островков» немецких поселенцев размывало прусский языковой массив. Тем не менее сведения о сохранении пруссами своего языка встречаются ещё в начале XVI века.

### Расширение влияния
Несмотря на активные действия в Европе, официальная резиденция ордена вместе с великим магистром находилась в Леванте. В 1220 году орден выкупил часть земель в Верхней Галилее и построил крепость Монфор. Здесь располагался архив и сокровища ордена. В 1271 году крепость Монфор была взята Бейбарсом, предводителем мамлюков, и резиденция ордена перебралась в Венецию.
Постепенно под власть Тевтонского ордена попала вся Пруссия. В 1237 году Тевтонский орден вобрал в себя остатки военного братства рыцарей-меченосцев (рыцарей Христа), тем самым распространив свою власть на Ливонию. В походе на Гданьск (1308) под лозунгом Jesu Christo Salvator Mundi («Иисус Христос — Спаситель Мира») было изгнано или уничтожено почти всё польское население (около 10 000 христиан). К этому же времени было захвачено Восточное Поморье у католической Польши. Захват уже не преследовал никаких религиозных целей, но теперь эти земли напрямую подчинялись Папе Римскому. Таким образом, к концу XIII века орден, фактически став государством, продолжил политику экспансии на Восток. В 1309 году столицей Тевтонских рыцарей стал город Мариенбург (нем. Замок Марии; польск. Мальборк).
В 1374—1388 годах лорды Веделя передали Государству Тевтонского ордена полученные ими в 1328 году как феоды города Шифельбайн и Фалькенбург с прилегающей территорией (самая северная оконечность Ноймарка). В 1402 году Орден приобрёл у Сигизмунда весь Ноймарк полностью, несмотря на соглашение с Польшей о возврате ей этой территории (путём выкупа).

### Отношения с русскими княжествами и Великим княжеством Литовским
В 1239—1240 годах возникла угроза конфликта немецких и датских феодалов в Прибалтике с русскими князьями, ослабленными монгольским нашествием. В конце августа 1240 года епископ Герман Дерптский, собрав ополчение из своих подданных и остатков рыцарей Ордена меченосцев, при поддержке датских рыцарей из Ревеля, вторгся в псковские земли и захватил Изборск. Попытка псковского ополчения отбить крепость окончилась неудачей. Рыцари осадили сам Псков и вскоре взяли его, воспользовавшись предательством среди осаждённых. В город были посажены 2 немецких фогта. Далее рыцари вторглись в пределы Новгородского княжества и построили крепость в Копорье. В Новгород прибыл Александр Невский и, командуя новгородскими войсками, освободил Копорье. После этого он вернулся в Новгород, где провёл зиму, дожидаясь прибытия подкрепления из Владимира. В марте объединённое войско освободило Псков.
Решающее сражение состоялось 5 апреля 1242 года на Чудском озере (вероятно, близ Чудского озера), в российской историографии именуемое Ледовое побоище. Оно закончилось поражением рыцарей. Епископ Дерптский и Орден (согласно папской булле 1237 года включивший остатки Ордена меченосцев) заключили мир с Новгородом, по которому крестоносцы отказались от захваченных русских земель, обменялись пленными.
Другим русским княжеством, столкнувшимся с орденом, стало Галицко-Волынское. В 1235 или 1238 году князь Даниил Романович в битве под Дорогичином остановил продвижение рыцарей на Юго-Западную Русь (скорее всего, это были не тевтонские рыцари, а рыцари Добринского ордена). Объектом спора в этом регионе были ятвяжские земли. В 1254 году вице-магистр Тевтонского ордена в Пруссии Бурхард фон Хорнхаузен, Даниил и мазовецкий князь Земовит заключили в Рачёнже трёхсторонний союз для покорения ятвягов.
Основной и самый продолжительный натиск Ордена приняло на себя Великое княжество Литовское. Борьбу с орденом начал литовский князь Миндовг. Он нанёс рыцарям 2 сокрушительных поражения в битве при Сауле (Шяуляе) в 1236 году и в битве при озере Дурбе (1260). При преемниках Миндовга князьях Гедимине и Ольгерде Великое княжество Литовское стало крупнейшим государством Европы, но не могло победить Орден.
В 1268 году Орден принял участие как союзник датчан против объединённого русского войска в битве при Раковоре, не имевшей определённого исхода.
В XIV веке орден совершил свыше сотни походов в пределы Литвы. Ситуация стала улучшаться лишь с 1386 года, когда литовский князь Ягайло принял католичество и обручился с наследницей польского трона (т. н. «личная уния», оба государства имели одного правителя).

### Закат ордена
Трудности орден стал испытывать после 1410 года, когда объединённые войска Великого Княжества Литовского (ВКЛ) и Польши нанесли сокрушительное поражение армии ордена около села Грюнвальд в битве 15 июля 1410 года. Общая численность войск ордена составляла по различным оценкам от 11000 до 27000 человек, при этом численность войск противника была значительно выше. В битве погибло около 8000 человек и 14000 попало в плен. Был убит глава ордена магистр Ульрих фон Юнгинген, также погибли великий маршал Фридрих фон Валленрод, великий командор Конрад фон Лихтенштайн, казначей Томас фон Мерем. Войско Тевтонского ордена потеряло репутацию непобедимого. Объединёнными войсками ВКЛ и Польши командовали польский король Ягайло и его двоюродный брат, великий князь литовский Витовт. В состав войска входили также чехи (есть версия, что именно в этой битве Ян Жижка потерял глаз), 3 смоленских полка, а также татарские союзники литовского князя.
В июле-сентябре 1410 года, после двухмесячной осады Мариенбурга, не увенчавшейся успехом для польско-литовских сил, орден выплатил контрибуцию Великому княжеству Литовскому. Был подписан мирный договор, однако мелкие стычки время от времени имели место.
В 1431—1435 годах произошла новая война с Королевством Польским из-за вмешательства ордена в гражданскую войну в Великом княжестве Литовском. Тевтонцы в ней выступали как союзники великого князя литовского Свидригайло Ольгердовича, Польша — Сигизмунда Кейстутовича. В ходе конфликта произошло вторжение гуситов в пределы государства Тевтонского ордена.
В 1440 году в целях реформы императором Священной Римской империи Фридрихом III была организована Лига Прусских государств. Это спровоцировало в дальнейшем тринадцатилетнюю войну, из которой Польша вышла победительницей. В 1457 году резиденция великого магистра ордена переместилась в Кёнигсберг. В 1466 году по Второму Торуньскому мирному договору Тевтонский орден вынужден был признать себя вассалом польского короля. Некоторые сведения о повседневной жизни в орденских городах того времени можно получить из Поваренной книги Тевтонского ордена.
Окончательная потеря могущества произошла в 1525 году, когда великий магистр Тевтонского ордена Альбрехт Гогенцоллерн из династии Бранденбургских Гогенцоллернов перешёл в протестантизм, сложил с себя полномочия великого магистра и объявил о секуляризации прусских земель, основной территории, принадлежавшей Тевтонскому ордену. Подобный шаг стал возможен с согласия польского короля и при посредничестве Мартина Лютера, автора этого плана. Новообразованное герцогство Пруссия стало первым протестантским государством в Европе, но продолжало оставаться в вассальной зависимости от католической Польши.
Из-за того, что Кёнигсберг, бывшая резиденция великого магистра, оказался на территории секуляризованной Пруссии, столица ордена была перенесена в город Бад-Мергентхайм, расположенный под Вюрцбургом.
Орден был распущен в 1810 году во время Наполеоновских войн. Остававшиеся под властью ордена владения и территории отошли вассалам и союзникам Наполеона.

### Восстановление ордена

#### XIX век
Восстановление ордена произошло в 1834 году при содействии австрийского императора Франца I. Орден был лишён политических и военных амбиций и сосредоточил усилия на благотворительности и помощи больным. В 1871 году великим тевтонским магистром эрцгерцогом Вильгельмом была создана ветвь марианов — кавалеров и дам ордена для ухода за больными и ранеными во время франко-прусской войны, а в мирное время — ради увеличения и улучшения госпиталей. Членами могли быть католики-дворяне. Марианы имели орденский знак — чёрный с серебряной каймой, на чёрной с белым ленте, с девизом Ordo teutonicus humanitati; кавалеры носили его в петлице, а дамы — с бантом на левой груди.

#### XX век
В период национал-социализма деятельность Ордена была фактически свёрнута. После окончания Второй мировой войны, Ордену были возвращены аннексированные нацистами австрийские владения. В 1947 году декрет о ликвидации Ордена был формально аннулирован, а в 1983 году он был причислен к регулярным каноникам.
Орден не был восстановлен в социалистической Чехословакии, но возродился в Германии и Австрии. После распада советского блока отделения ордена появились на территории Чехии (в Моравии и Богемии), Словении и некоторых других европейских странах. Имеется также небольшое (менее 20 человек) сообщество членов ордена в США.
Резиденция великого магистра по-прежнему находится в Вене. Там же находятся казначейство ордена и библиотека, хранящая исторические архивы, около 1000 старых печатей, другие документы. Орденом управляет аббат-хохмейстер, хотя сам орден состоит в основном из сестёр.
Орден разделён на 3 владения (Германия, Австрия и Южный Тироль), и 2 командорства (Рим и Альтенбисен).
Орден полностью обслуживает своими монахинями 1 больницу в городе Фризах в Австрии и 1 частный санаторий в Кёльне. Сёстры ордена также работают в других больницах и частных санаториях в Бад-Мергентхайме, Регенсбурге и Нюрнберге.

## Структура ордена

### Великий магистр
Верховной властью в ордене обладали великие магистры. Устав Тевтонского ордена не передавал в руки великого магистра неограниченную власть. Его власть всегда ограничивалась Генеральным капитулом. Исполняя свои обязанности, великий магистр зависел от собрания всех братьев ордена. Однако с расширением ордена власть великого магистра значительно усилилась, ввиду невозможности собирать часто Генеральный капитул. На деле взаимоотношения Магистра и Капитула определялись больше правовым обычаем. Вмешательство Капитула было необходимым в кризисные ситуации, что порой приводило к отставке великих магистров с должности. В первую очередь великий магистр выполнял функции дипломата и управляющего хозяйством ордена. Выборы возводили его над статусом, которым он обладал по праву рождения. Он вёл переписку с прелатами и монархами, включая императора и Папу, совершал много инспекционных поездок, посещая различные монастыри ордена, проверяя дисциплину и расходование ресурсов должным образом. Наиболее важные из документов хранились у писцов великого магистра, прочие, а их насчитывалось сотни тысяч, — в местных монастырях.

### Ландмейстер
Ландмейстер (Landmeister) — следующая после великого магистра должность в структуре ордена. Ландмейстер являлся заместителем великого магистра на некоторых территориях Ордена. Всего в Тевтонском ордене существовало 3 вида ландмейстеров:
- Немецкий ландмейстер (Deutschmeister) — впервые немецкие ландмейстеры появились в 1218 году. С 11 декабря 1381 года их власть начала распространяться и на итальянские владения ордена.
- Ландмейстер в Пруссии (Landmeister von Preußen) — должность была учреждена в 1229 году с началом завоевания орденом Пруссии[англ.]. Первым ландмейстером стал Герман фон Балк, внеся значительный вклад в завоевание Пруссии. Его усилиями были основаны несколько замков, проведено множество походов на прусские земли. На протяжении всего XIII века основной задачей ландмейстеров было подавление постоянных восстаний пруссов и войны с литовцами. В XIV веке «обязанность» руководить постоянными походами в Литву полностью перешла к маршалам ордена. Должность существовала до 1324 года. После переноса столицы ордена в 1309 году в Мариенбург, необходимость в специальном «заместителе» великого магистра в Пруссии отпала. С 1309 по 1317 год должность оставалась свободной. С 1317 по 1324 годы последним ландмейстером стал Фридрих фон Вильденберг.
- Ландмейстер в Ливонии (Landmeister von Livland). Должность учреждена в 1237 году после вхождения Ордена меченосцев в состав Тевтонского ордена.

### Ландкомтур
Дословно переводится как «управитель страны». Руководил баллеем ордена. В настоящее время в состав ордена входят баллеи:
- «Германия»
- «Австрия»
- «На Тибре» (Италия)
- «На Адидже и в горах» (Южный Тироль)
- «В Богемии, Моравии и Силезии» (Чехия и Словакия)
- Приорат «Лайбах» (Словения)
- Самоуправляемое комтурство «Старый Бизен» (Бельгия)

### Комтур
Низшая должностная единица в территориальной структуре ордена; так, в составе баллея Германия находились комтурства:
- «Изар, Лех и Дунай» (An Isar, Lech und Donau) (Верхняя Бавария)
- «Дунай» (An der Donau) (Нижняя Бавария, Верхний Пфальц)
- «Франкония» (Franken) (Франкония)
- «Верхний Рейн» (Am Oberrhein) (Баден, Пфальц)
- «Тубер, Неккар, Боденское Озеро» (An Tauber, Neckar und Bodensee) (Вюртемберг)
- «Рейн и Майн» (An Rhein und Main) (Гессен)
- «Эльба и Балтийское море» (An Elbe und Ostsee) (Шлезвиг, Гольштейн, Мекленбург, Померания, Бранденбург)
- «Рейн и Рур» (An Rhein und Ruhr) (Саксония, Тюрингия)
- «Везер и Эмс» (An Weser und Ems) (Ольденбург)

Комтур руководил комтурством вместе с Конвентом — собранием рыцарей данного комтурства. Рыцари, подчинявшиеся комтуру, назывались «попечителями» (Pfleger) или «фогтами» (Vögte) и могли иметь различные «специализации» и в соответствии с ними называться, например, «фишмейстерами» (Fischmeister) или «лесничими» (Waldmeister).

### Главные должностные лица ордена
Кроме этого, в ордене существовало 5 должностных лиц, с которыми должен был совещаться великий магистр:

#### Великий комтур
Великий комтур (Großkomture) — заместитель великого магистра, представлял орден во время его отсутствия по причине болезни, отставки или кончины, осуществлял поручения великого магистра.

#### Маршал
Маршал ордена (Marschalle или Oberstmarschall) — в его основные обязанности входило руководство военными операциями ордена. Большую часть времени проводил либо в военных походах, либо в Кёнигсберге, являвшимся базой для сбора братьев ордена в походы против Литвы. Являлся вторым лицом ордена в сражениях после великого магистра. Его должность, изначально связанная с заботой о конях (от marshal — «конюх»), подчёркивает значение, которое имели оснащение и подготовка кавалерии для успешных боевых действий. Этой стороне своих обязанностей он отдавал большую часть времени.

#### Верховный госпитальер
Верховный госпитальер (Großspittler, Oberster Spittler) — в первые годы после создания ордена руководил госпиталями и больницами ордена. После завоевания Пруссии его резиденция находилась в Эльбинге.

#### Верховный интендант
Верховный интендант (Ordenstrappier) — в его функции входило снабжение братьев ордена всем необходимым в мирной жизни: одеждой, пищей и другими предметами быта. После завоевания Пруссии его резиденция находилась в замке Христбург.

#### Главный казначей
Главный казначей (Ordenstressler) — руководил финансовыми операциями ордена, заведовал денежными ресурсами ордена. Вместе с гроссмейстером и главнокомандующим военными силами ордена в Святой земле он разделял ответственность за 3 ключа к огромному сундуку в котором хранились сокровища ордена. Эта ответственность подчёркивала пределы власти, вручавшейся одному человеку, какой бы пост он ни занимал. Теоретически только высшие чиновники ордена могли знать о его финансовом положении, но на практике все участники Великого капитула получали достаточно информации чтобы планировать строительство замков, церквей, госпиталей, ведение военных кампаний, и они передавали эту информацию своим братьям-рыцарям и капелланам.

### Другие должности
- Командор (Kommandeur) — командующий, командир.
- Капитульер  (Capitularies) — руководитель капитула.
- Член Совета (Rathsgebietiger).
- Главный магистр Германии (Deutschherrenmeister).
- Магистр баллея (Balleimeister).

### Рядовые члены ордена
Братья-рыцари (Ritterbrüder) — полноправные члены ордена из рыцарского сословия. При вступлении в орден дворянин обязан был:
- отказаться от своего фамильного герба и пользоваться в качестве герба только чёрным орденским крестом на белом поле[12];
- принести 3 монашеских обета (целомудрия, послушания и нестяжания (бедности)[11].

По уставу ордена братья-рыцари обязаны были нести военную службу, сражаясь преимущественно в конном строю. Братьев-рыцарей также называли «белыми плащами», так как согласно орденскому уставу должны были носить белый плащ с нашитым с левой стороны чёрным орденским крестом. В военное время этот плащ надевался поверх доспехов. По орденскому уставу братьям-рыцарям полагалось носить бороду.
Братья-сарианты (Sariantbrüder — «услужающие братья») — члены ордена нерыцарского происхождения, хотя те из них, кто служил в качестве оруженосцев (кнаппены, Knappen), могли происходить из знатного сословия. По уставу ордена братья-сарианты обязаны были нести военную службу и составляли основную часть орденского контингента. Несмотря на происхождение, являлись полноправными членами ордена наряду с братьями-рыцарями, так как при вступлении в орден приносили те же 3 монашеских обета, что и братья-рыцари. Также их называли «серыми плащами», так как по орденскому уставу им полагались серые плащи с нашитым с левой стороны чёрным орденским крестом. В военное время этот плащ надевался поверх доспехов. В военное время братья-сарианты могли исполнять функции младшего командного состава, возглавлять отряды орденского ополчения, сражаясь как в пешем, так и в конном строю. В мирное время занимали низшие административные должности, ведали конюшнями, кузницами, сбруей, обмундированием. В отличие от братьев-рыцарей, братья-сарианты должны были сбривать усы и бороды. В исключительных случаях за заслуги перед орденом могли быть переведены в сословие братьев-рыцарей.
Братья-священники (Priesterbrüder) — полноправные члены ордена, подобно братьям-рыцарям и братьям-сариантам приносившие при вступлении в орден 3 вышеуказанных монашеских обета; набирались как из дворянского сословия, так и из простолюдинов. Согласно орденскому уставу должны были носить чёрную рясу, поверх которой надевали белую мантию с чёрным орденским крестом. Военную службу братья-священники не несли, и оружие им не полагалось. Тем не менее, они сопровождали орденское войско в военных походах, и вели миссионерскую деятельность на покорённых территориях. В отличие от братьев-рыцарей, братья-священники должны были сбривать усы и бороды и выбривать волосы на макушке головы тонзуру. 2 известных орденских хрониста, Пётр из Дусбурга и Николай фон Ерошин, были братьями-священниками ордена.
Полубратья (dienende Halbbrüder) — полноправные члены ордена, приносившие при вступлении в орден 3 вышеупомянутых монашеских обета и вносившие в качестве вклада всё своё имущество. Военную службу полубратья не несли, а были задействованы в хозяйственной деятельности ордена; на военную службу их могли призвать лишь в самых крайних случаях. Полубратья носили серые одежды и плащи с чёрным Тау-крестом. По орденскому Уставу полубратья должны были сбривать усы и бороды.
Фамилиары — не являлись полноправными членами ордена. В отличие от вышеперечисленных членов, не давали 3 вышеупомянутых монашеских обета, поэтому могли вести мирскую жизнь. В их состав входили:
- светские вассалы ордена, получавшие от ордена земельные владения за военную службу[15];
- представители различных сословий (христианского вероисповедания), обладавшие умением и навыками для управления хозяйственными объектами ордена за определённую плату[13]. Подобно полубратьям, они носили серые одежды и плащи с чёрным Тау-крестом[13];
- донаторы (то есть спонсоры) ордена[17].

Если фамилиар умирал, не оставив наследников, его имущество наследовал орден.

## Символика ордена
Символ ордена — латинский крест чёрной эмали с белой эмалевой границей, перекрытый (для рыцарей чести) шлемом с чёрно-белыми перьями или (для членов общества Святой Марии) простым круговым украшением из чёрно-белой орденской ленточки (бурелет).
Людовик IX (1226—1270) пожаловал в главу герба Тевтонского ордена атрибуты старинного герба Франции, который описывался при блазонировании: в серебряном поле уширенный на концах чёрный крест, глава старинный герб Франции (на голубом поле золотые геральдические лилии).

## Претенденты на наследие ордена

### Государство Пруссия
Пруссия, несмотря на то, что была протестантским государством, претендовала на то, что является духовной наследницей ордена, особенно в части воинских традиций. В 1813 году в Пруссии был учреждён орден «Железный Крест», вид которого отражал символ ордена. История ордена преподавалась в прусских школах.

### Нацистская Германия
Нацисты считали себя продолжателями дела ордена, особенно в области геополитики. Доктрина ордена «Натиск на Восток» была полностью усвоена руководством нацистского режима в Германии. Они претендовали и на материальное имущество ордена. После аншлюса Австрии 6 сентября 1938 года сохранившиеся владения ордена были национализированы. То же самое произошло после захвата Чехословакии в 1938 году. Сохранили независимость только орденские больницы и здания в Югославии и на юге Тироля. Была также произведена инспирированная Генрихом Гиммлером попытка создать некий собственный «Тевтонский орден» в целях возрождения немецкой военной элиты. В этот «орден» вошло 10 человек во главе с Рейнхардом Гейдрихом.

### ГДР
В ГДР деятельность ордена была официально запрещена, тем более что имидж ордена оставался «пристанищем агрессии и ревизионизма». Военная энциклопедия ГДР 1985 года давала такое официальное толкование:

 «… Запятнанный кровью орден продолжал существовать и со временем окончательно трансформировался в преимущественно благотворительную церковную организацию в XX веке. В настоящее время она играет роль в Австрии и ФРГ как клерикально-милитаристское традиционное объединение.» Оригинальный текст (нем.)«… Der blutbefleckte Orden existierte weiter und wurde schließlich im 20. Jahrhundert zu einer vorwiegend karitativ tätigen kirchlichen Organisation umgewandelt. Gegenwärtig spielt er in Österreich und der BRD eine Rolle als klerikal-militaristischer Traditionsverband.» — Militärverlag der DDR, Band II, 1985

### Исследования
- Акунов В. В. История Тевтонского ордена. — М.: Вече, 2012. — 336 с. — (История орденов и тайных обществ).
- Акунов В. В. Держава Тевтонского ордена. — СПб.: Алетейя, 2019. — 438 с.: ил. — (Документы и материалы древней и новой истории Суверенного Военного ордена Иерусалимского храма).
- Бахтин А.П. Немецкий орден. — Калининград: Живём, 2020. — 1072 с.: ил.
- Бискуп М. Великая война Польши и Литвы с Тевтонским орденом (1409—1411 гг.) в свете новейших исследований // Вопросы истории. — 1991. — № 12.
- Богдан Анри. Тевтонские рыцари / Пер. с франц. А. И. Вишневского. — СПб.: Евразия, 2008. — 304 с. — (Историческая библиотека).
- Бокман Хартмут. Немецкий орден: Двенадцать глав из его истории / Пер. с нем. В. И. Матузовой — М.: Ладомир, 2004. — 280 с. — ISBN 5-86218-450-3.
- Девриз Келли, Дикки Йен, Догерти Мартин, Джестайс Филлис. Великие сражения крестоносцев. 1097—1444 гг. — М.: Эксмо, 2009. — 224 с. — (Военная история человечества). — ISBN 978-5-699-30830-9.
- Краўцэвіч А. Тэўтонскі ордэн. Ад Ерусаліма да Грунвальда. — Мінск: Навука і тэхніка, 1993. — 46 с (бел.).
- Лависс Эрнест. История Тевтонского Ордена // Тевтонский орден. Крах крестового похода на Русь / Сост. А. Р. Андреев, С. А. Шумов. — М.: Алгоритм, Эксмо, 2005. — (Тайные секты и ордена). — С. 23-163.
- Машке Эрих. Немецкий орден / Пер с нем. В. Соловьевой. — СПб.: Евразия, 2003. — 256 с. — (Clio ordinum). — ISBN 5-8071-0131-6.
- Печников Б. А. Рыцари церкви — кто они? Очерки об истории и современной деятельности католических орденов. — М.: Политиздат, 1991. — 352 с. ил.
- Печников Б. А. Тевтонский орден: вчера и сегодня // Встречи с историей: Науч.-попул. очерки. — Вып. 2. — М.: Молодая гвардия, 1988. — С. 67-74.
- Урбан Вильям. Тевтонский орден. — М.: ООО «АСТ», Астрель, 2010. — 416 с. — (Историческая библиотека). — ISBN 978-5-17-044178-5.
- Хрусталёв Д. Г. Северные крестоносцы. Русь в борьбе за сферы влияния в Восточной Прибалтике. XII—XIII вв. — СПб.: Евразия, 2012. — 624 с. — (Clio). — ISBN 978-5-91852-024-6.
- Элер Макс. Тевтонский орден в Палестине / Пер. с нем. Н. А. Власова. — СПб.: Евразия, 2021. — 160 с. — (Parvus Libellus). — ISBN 978-5-8071-0510-3.
- Jučas M. The Battle of Grünwald. — Vilnius: National Museum Palace of the Grand Dukes of Lithuania, 2009. — 127 p. — ISBN 978-6099507453. (англ.)
- Selart, A. Livonia, Rus’ and the Baltic Crusades in the Thirteenth Century (англ.). — Leiden: Brill, 2015. — ISBN 978-9-004-28474-6.
- Turnbull S. R. Tannenberg 1410: Disaster for the Teutonic Knights. — Osprey Publishing, 2003. — 96 p. — ISBN 1-84176-561-9. (англ.)